# Bán Péter (történész)
Bán Péter (Pécs, 1947. július 15. – Budapest, 2010. október 22.) történész, levéltáros.

## Élete
1971-ben a debreceni Kossuth Lajos Tudományegyetemen történelem–földrajz szakos tanári oklevelet szerzett, majd 1977-ben ugyanott doktorált. 1997-től a történelemtudomány kandidátusa volt.
1971–1972-ben az egri Gép- és Műszeripari Szakközépiskola, 1972–1976 között pedig az egri Dobó István Gimnázium tanára volt. 1977–1985 között a Heves Megyei Levéltár, 1985–1986-ban a Kalocsai Érseki Gazdasági Levéltár levéltárosa. 1986–1993 között a pécsi Janus Pannonius Tudományegyetem, illetve a Pécsi Tudományegyetem Közép- és Koraújkori Történeti Tanszékének egyetemi adjunktusa volt, majd 1993-2007 között a Heves Megyei Levéltár igazgatója lett. Ugyanekkor a Miskolci Egyetem Történelem- és Művelődéstörténeti Tanszékének egyetemi docense is volt.
Közép- és koraújkori magyar történelemmel, 16-18. századi magyar gazdaság-, társadalom- és egyháztörténettel foglalkozott. Levéltári forráskiadást és levéltárrendezést végzett. Kiadta Heves és Külső-Szolnok vármegyék dézsmajegyzékeit. Heves vármegye archontológiája kéziratban maradt. 1980-tól a Magyar Levéltárosok Egyesülete tagja, majd 1981-1983 között titkára, 1985-től a Hajnal István Kör, 1994-től a Conseil International des Archives tagja. 1981-től a Heves Megyei Levéltár forráskiadványai című sorozat szerkesztője, 1985–1988 között a Levéltári Szemle szerkesztőbizottságának tagja.

## Elismerései és emlékezete
- 2002 Pauler Gyula-díj
- 2007 Széchényi Ferenc-díj

## Művei
- 1971 A Batthyány-uradalmak gazdatiszti szervezete. Egyetemi doktori értekezés. Debrecen
- 1977 A nyugat-dunántúli Batthyány-uradalom birtokigazgatási rendszere a XVII. században. Agrártörténeti Szemle 1977
- 1978 A Borsod vármegyei tizedjegyzékek bormértékei a XVI–XIX. században. Archivum Supplementum
- 1980/1989 Magyar történelmi fogalomgyűjtemény I–II. Eger (szerk.)
- 1981 Dézsmajegyzékek. Heves és Külső-Szolnok vármegye 1548. A Heves Megyei Levéltár forráskiadványai 1. Eger
- 1981 Egyházi levéltárak. A levéltári szekció tanácskozása az MKE 13. vándorgyűlésén. Kaposvár
- 1982 Les registres de dîmes comme sources de l’historie de la production agricole en Hongrie dans la pèriode du féodalisme. Paris (tsz.)
- 1984 A tiszazugi gabonatermesztés képe a XVI. századi dézsmajegyzékekben. Múzeumi Levelek
- 1985 Egy portugál szemtanú tudósítása II. József 1687. évi koronázásáról. Levéltári Szemle 1985
- 1985 A Tiszazug gabonatermelése a XVI. században. Múzeumi füzetek. Szolnok
- 1988 A Kalocsai Érseki Gazdasági Levéltár iratainak rendszere.(Levéltári Szemle 1988
- 1988 Szent István és Árpád-házi Szent Erzsébet kultusza Portugáliában. Baranyai Művelődés
- 1988 Dézsmajegyzékek. Heves és Külső-Szolnok vármegye 1549. Eger
- 1990 Új adatok a szerzetesrendek II. József kori feloszlatásáról. – A földbirtoklás szerkezete Baranya vármegyében a XVIII. század végén. Baranya
- 1991 A világi papság és a papképzés helyzete Magyarországon II. József korában. Baranya
- 1993 Archivum supplementum ad honorem Béla Kovács dedicatum. Eger (tszerk. Á. Varga László)
- 1994 Heves vármegye XVI. század közepi tizedjegyzékei. Forrásközlés, értékelés. Kandidátusi értekezés. Eger
- 1995 Baranya vármegye etnikai és vallási képének alakulása a Mária Terézia-kori úrbérrendezést követően. Baranyai történetírás
- 1996 Dukát–tallér–dutka. Erdély pénzverésének strukturális változásai a 17. század elejéig. In: Lengvári István (szerk.): In memoriam Barta Gábor - Tanulmányok B. G. emlékére. Pécs
- 1998 Az önkormányzati levéltárak kutatótermi és kutatóforgalmi adatai. 1993–1997. Levéltári Szemle 1998
- 2000 Kápolna története. Kápolna (szerk.)
- 2001 Az egri püspöki uradalom igazgatása a XVIII. század második felben. Agrártörténeti Szemle 2001
- 2002 A Heves Megyei Levéltár. Eger (tsz. P. Kovács Melinda - Kozma György)
- 2005 Az egri püspökség birtokainak térszerkezete és gazdasági igazgatási szerkezete Eszterházy Károly idején. Limes 2005
- 2008 Pécs és Baranya megye forradalmi testületei. Baranyai történelmi közlemények 2008
- 2009 Az egyházi igazgatás 1000-től napjainkig. In: Levéltári kézikönyv 2009, 250-273